# T.J. Clemmings
Trevor Anthony Clemmings jr. (Mount Vernon, 18 novembre 1991) è un giocatore di football americano statunitense che gioca nel ruolo di offensive tackle per i Chicago Bears della National Football League (NFL). Scelto come 110º assoluto del Draft NFL 2015, in precedenza aveva giocato a football per i Panthers dell'Università di Pittsburgh.

## Carriera professionistica

### Minnesota Vikings
Considerato uno dei migliori offensive tackle selezionabili nel Draft NFL 2015, il 2 maggio Clemmings fu selezionato al 4º giro come 110º assoluto dai Minnesota Vikings.

### Washington Redskins
Dopo essere stato svincolato, nel 2017 Clemmings firmò con i Washington Redskins.